# Martie 2000
Acest articol este generat integral pe baza informațiilor din articolul 2000 și este actualizat periodic de un robot.
 Editările făcute în articol vor fi șterse la următoarea actualizare! Dacă doriți să faceți modificări, editați articolul-sursă.

ianuarie -
februarie -
martie -
aprilie -
mai -
iunie -
iulie -
august -
septembrie -
octombrie -
noiembrie -
decembrie
Martie 2000 a fost a treia lună a anului și a început într-o zi de miercuri.

## Evenimente

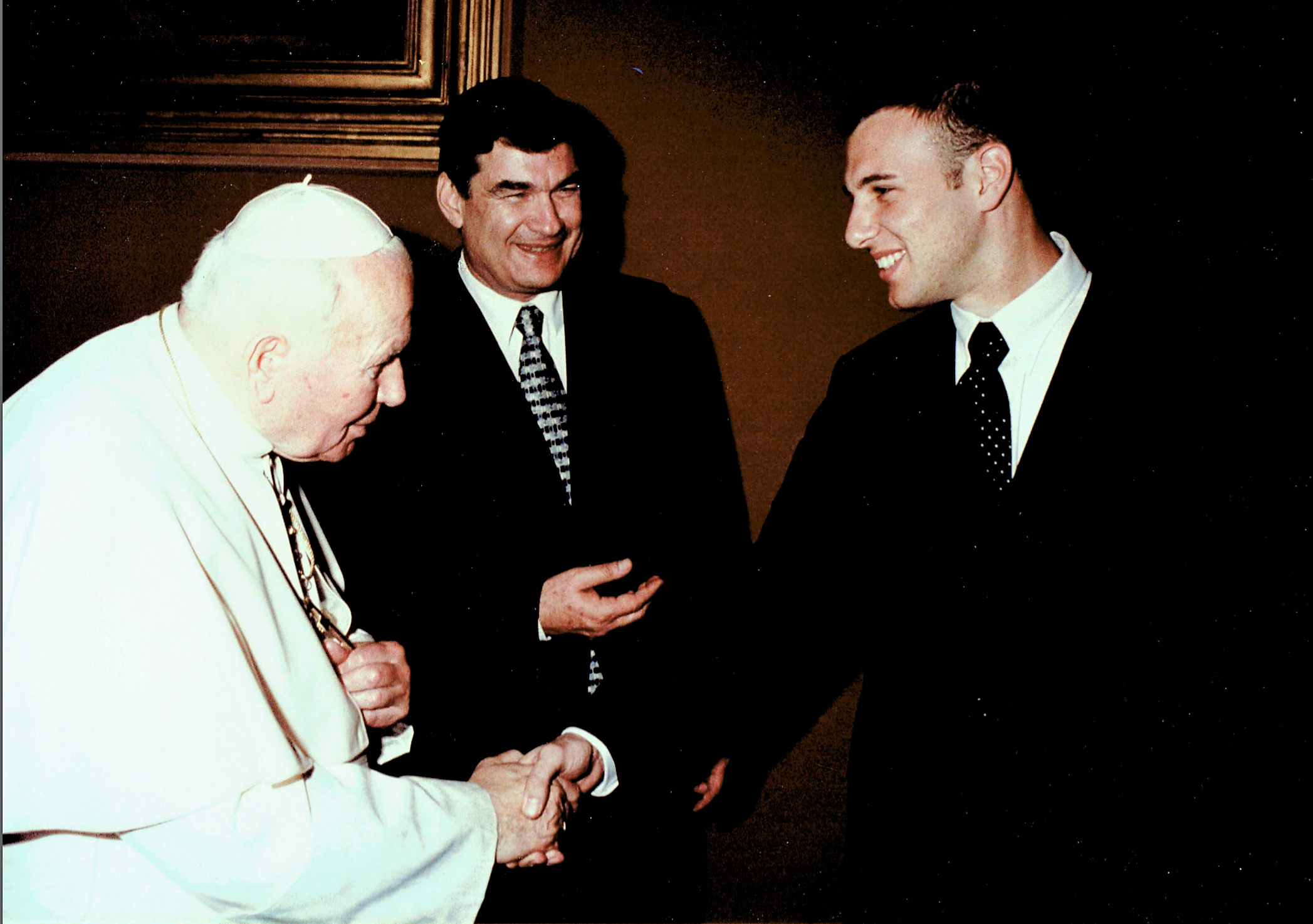
Papa Ioan Paul al II-lea vizitează Israel.

- 21 martie: Papa Ioan Paul al II-lea începe prima vizită oficială a unui pontif romano-catolic în Israel.
- 26 martie: Alegeri prezidențiale în Rusia. Vladimir Putin este ales președinte în primul său mandat.
- 26 martie: Filmul American Beauty câștigă premiul Oscar pentru Cel mai bun film.
- 28 martie: Se încheie recensământul membrilor de sindicat efectuat de Agenția Națională de Ocupare și Formare profesională. Cel mai mare număr de membri de sindicat îi are CNSLR-Frăția - 639.845, urmată de Blocul Național Sindical - 388.666; CSDR - 317.108, Cartel „Alfa” - 316.425.
- 29-30 martie: Conferință la Bruxelles prin care vor fi susținute proiectele cu demarare rapidă ale statelor care au avut pierderi din cauza războiului din Kosovo: Albania, Macedonia, Bulgaria, Muntenegru, România, Croația, Bosnia cu 2,4 miliarde de dolari. România a obținut finanțări pentru: două tronsoane de șosea care fac parte din coridoarele transeuropene - 151 km între București și Cernavodă și 48 km între București și Giurgiu; s-a mai aprobat finanțarea lucrărilor pentru începerea lucrărilor la podul de peste Dunăre, dintre România și Bulgaria, în zona Calafat-Vidin, și s-a dispus refacerea podului de la Novi Sad care, după ce a fost bombardat, a blocat traficul pe Dunăre, provocând României pagube considerabile.[1]

## Nașteri
- 1 martie: Ștefania Jipa, handbalistă română
- 15 martie: Kristian Kostov, cântăreț rus
- 21 martie: Jace Norman, actor american
- 25 martie: Jadon Sancho (Jadon Malik Sancho), fotbalist englez (atacant)
- 28 martie: Aleyna Tilki, cântăreață turcă

## Decese
- 4 martie: Cella Dima, 83 ani, actriță română (n. 1916)
- 5 martie: Nicolae-Victor Teodorescu, 92 ani, matematician român (n. 1908)
- 7 martie: Hirokazu Ninomiya, 82 ani, fotbalist japonez (atacant), (n. 1917)
- 7 martie: Théodore Brauner, fotograf român (n. 1914)
- 9 martie: Ion Oarcăsu, 74 ani, critic literar român (n. 1925)
- 21 martie: Bogdan Căuș (Arșag Bogdan Căuș), 79 ani, jurnalist român (n. 1920)
- 21 martie: Mircea Zaciu, 71 ani, critic și istoric literar român (n. 1928)
- 25 martie: Victor Naghi, 79 ani, director al ARO Câmpulung, român (n. 1920)
- 25 martie: Paul Călinescu, regizor român (n. 1902)
- 26 martie: Karel Thole (Carolus Adrianus Maria Thole), 85 ani, pictor din Țările de Jos (n. 1914)
- 31 martie: Alexandru Cumpătă, 78 ani, pictor român (n. 1922)